# Plattspitzen
Plattspitzen – szczyt w pasmie Wettersteingebirge, w Alpach Wschodnich. Leży na granicy między Niemcami (Bawaria) a Austrią (Tyrol). Wysokość 2680 m n.p.m.
Pierwszego wejścia dokonał Hermann von Barth w 1871 r.